# 김적승
김적승(1942년~ 2015년 9월 27일)은 부산고등법원장 등을 역임한 법조인이다.

## 주요 판결
부산지방법원 제1형사부 재판장으로 재직하던 1990년 12월 7일에 목욕탕에서 남의 옷장에서 현금을 훔쳐 구속된 피고인에 대해 징역10월 집행유예2년 선고한 원심을 깨고 공시송달로 징역10월 선고했다. 전과사실이 없는 형으로 속였던 것이 뒤늦게 밝혀졌다. 12월 8일에 공갈, 폭력 등으로 구속돼 1심에서 징역1년을 선고받은 KBS 부산방송본부 보도국 강철구 기자에 대해 폭력행위 등 처벌에 관한 법률 등을 적용해 징역1년 집행유예2년을 선고했다.
부산고등법원 제2형사부 재판장으로 재직하던 1991년 12월 5일에 성관계를 거부하는
윤락녀를 흉기로 위협해 전치 10일의 상처를 입혀 특정범죄가중처벌법 특수강간으로
기소되어 무죄를 선고받은 피고인에 대해 "피해자가 5만원을 받고 성관계를 가질 것을 사전에 승낙했다 하더라도 이런 약속은 불법이므로 이를 거절할 수 있다"며 징역2년 집행유예3년을 선고했다. 1992년 2월 19일에 범민련 결성 등 국가보안법과 집시법위반으로 구속된 부민련 의장 및 범민련 남측본부 공동대표 배다지에 대해 원심대로 징역1년 집행유예2년 자격정지1년을 선고했다.
부산고등법원 제2민사부 재판장으로 재직하던 1992년 6월 22일에 "간부학생이나 상급생이 기숙사 안에서 기율을 잡는다는 이유로 폭력을 행사하는 것을 예상할 수 있음에도 사감이 막지못한 것은 예방교육과 감시감독에 소흘했기 때문이다"며 원고에게 1억 7천여만원을 지급하라고 했다.
부산고등법원 제2특별부 재판장으로 재직하던 1993년 2월 24일에 업무상 재해 여부를 판정하는 수치는 참고자료에 지나지 않으므로 이를 기초로 임상 증상, 작업환경, 경력 등을 종합해 직업병 여부를 판정해야 한다며 요양 불승인 취소 소송에서 원고승소 판결했다. 3월 31일에 부산대 해직교수 김호정이 부산시를 상대로 재임용 거부처분 확인소송에서 "재임용 심사없이 일방적으로 탈락 통보하는 것은 법률상 지위와 이익을 침해한 것"이라며 "재임용 탈락을 취소하라"며 원고승소 판결했다. 6월 17일에 전교조 부산 경남지부 소속 공립학교 해직교사 76명이 부산시와 경상남도 교육감을 상대로 낸 해임처분 취소청구 소송에서 "실정법을 위반하는 단체에 가입해 탈퇴를 거부하지만 대부분 갓 발령받은
젊은이로서 심각한 교육 현실의 모순을 타파하고 전체 교원의 생존권 보장을 위한 교육자적 양심을 위해 가입한 동기라고 할 수 있다"며 15명에게 원고승소 판결했다. 1997년 5월 12일에 부산시 교통정책연구실장으로 있으면서 용역업체인 대성종합기술단으로부터 2880만원의 뇌물을 받은 혐의로 1심에서 징역2년6월을 선고받은 동아대 오윤표 교수에 대하여 "건당 용역비 20%씩을 정확히 산정해 받은
것으로 볼 때 용역업체에 건축주를 소개해 주고 받은 소개비로 볼 수 있으며 자신의 영향력이 미치지 않는 다른 지역 아파트의 용역을 소개해준데다 교통영향평가서가 통과되는 과정에서 영향력을 행사한 흔적이 없다"며 원심을 깨고 무죄를 선고했다.